# Пиккио, Рикардо
Рика́рдо Пи́ккио (итал. Riccardo Picchio; 7 сентября 1923, Алессандрия, Италия — 13 августа 2011, Нью-Хейвен (Коннектикут), США) — итальянский лингвист и славист, иностранный член Российской академии наук.

## Биография
Пиккио учился в Риме. В 1947 году он был редактором журнала «L’Avanti».
В 1948 году он работал преподавателем итальянского языка в Университете Варшавы.
С 1953 по 1961 был профессором в университетах Флоренции и Пизы.
В период с 1961 по 1965 год возглавлял Институт славянской филологии в римском университете Сапиенца, затем был профессором славянской литературы в Йельском университете.

## Труды
- История древнерусской литературы.
- «Слово о полку Игореве» как памятник религиозной литературы Древней Руси.

### Издания на русском языке
- Древнерусская литература. — М. : Языки славянской культуры : Кошелев, 2002. — 352 с. — (Studia philologica). — ISBN 5-94457-024-5.
- История древнерусской литературы. — М. : Кругъ, 2002. — 350 с. — ISBN 5-7396-0371-4.
- Slavia orthodoxa : Литература и язык : [Сб. тр.]. — М. : Знак : Кошелев, 2003. — XVI, 703 с. — (Studia philologica). — ISBN 5-94457-025-3.